# Domain Snapping
Unter Domainsnapping versteht man die automatisierte Beobachtung von bestimmten Domains und das Registrieren, kurz nachdem diese freigegeben wurden. Dazu werden spezielle Dienstleister (Backorder-Service, Back Snapping Service) beauftragt, die Domains automatisch prüfen, beobachten und registrieren. Die Beobachtung bezieht sich auf Domains, welche vor dem Auslaufen stehen (sogenannte Expired Domains) oder vom Besitzer zum Verkauf angeboten werden.
Häufige Gründe für auslaufende Domains können sein, dass die Domaininhaber in Zahlungsverzug geraten, Unternehmen ihren Geschäftsbetrieb einstellen, Domaininhaber versterben, Domaininhaber postalisch unerreichbar sind, Fehler bei der Domainübernahme zu einem anderen Provider auftreten, Homepages nicht mehr weitergeführt werden sollen usw. Diese Domains werden dann so schnell wie möglich von Dienstleistern auf den Namen des Kunden registriert oder an den Kunden weiterverkauft. Dieser Domainhandel kann wirtschaftlich erfolgreich sein, da täglich mehrere Zehntausend Domains frei werden.

## Nutzen
Der Hauptgrund für das Domainsnapping ist die Relevanz für Suchmaschinen. Besonders attraktiv sind dabei Domains, die noch immer relativ gut in den Ergebnisseiten der Suchmaschinen indexiert sind oder über eine Fülle von Verlinkungen (sogenannten Backlinks) verfügen. Auch Homepages mit einem hohen PageRank stehen bei den Käufern hoch im Kurs. Mit diesen Domains können z. B. separate Internet-Projekte realisiert werden oder die Auffindbarkeit bestehender Projekte in den Suchmaschinen gesteigert werden. Viele Käufer lassen Domains mit besonders beliebten Keywords beobachten und registrieren, um diese als zusätzliche Suchbegriffe zu nutzen.
Von einigen Domaininhabern, speziell kommerziellen Domainhändlern, werden so erworbene Domains übergangsweise oder dauerhaft mit Werbung und anderen für den Besucher meist wertlosen Inhalten gefüllt (sogenanntes Domainparking). Der Erfolg reiner Werbeangebote auf geparkten Domains ist in der Regel nur von kurzer Dauer, da die Crawler der Suchmaschinen regelmäßig das Web durchsuchen, Änderungen im Inhalt bemerken und eine Abwertung der Domain vornehmen. Die Hoffnung dieser Käufer ist, dass die Einnahmen durch Werbung den Kaufpreis der Domain übertreffen und sich so ein Gewinn erzielen lässt.
Erfolgversprechender ist stattdessen die komplett neue Projektierung einer Domain mit einem neuen Design und neuen Inhalten, wobei sich die Inhalte am ursprünglich vorhandenen Themenbereich orientieren.